# Prunus falcata
Prunus falcata är en rosväxtart som beskrevs av José Cuatrecasas. Prunus falcata ingår i släktet prunusar, och familjen rosväxter. Inga underarter finns listade i Catalogue of Life.